# Casalvieri
Casalvieri – miejscowość i gmina we Włoszech, w regionie Lacjum, w prowincji Frosinone.
Według danych na rok 2004 gminę zamieszkiwało 3187 osób, 118 os./km².